# Paul Hoffman (Brits schrijver)
Paul Hoffman (1953) is een Britse schrijver. Hij schreef onder meer een trilogie fantasyboeken die in 2010 begon met De Linkerhand van God. 

### The Left Hand of God Trilogie
- 2010 - De Linkerhand van God
- 2011 - Het lied van de verlossers
- 2013 - The beating of his wings  (nog geen Nederlandse titel bekend)

### Overige
- 1998 - The Wisdom of Crocodiles
- 2007 - The Golden Age of Censorship

- Bibsys: 12074634
- Biblioteca Nacional de España: XX1505711
- Bibliothèque nationale de France: cb14106514d (data)
- CiNii: DA17219658
- International Standard Name Identifier: 0000 0000 7569 8694
- Library of Congress Control Number: n2010003938
- Bibliotheek van het Japanse parlement: 01232441
- Système universitaire de documentation: 268696403
- Virtual International Authority File: 106787491
- WorldCat: E39PBJhRJ8hbMMTTkPFcMwjgrq